# Хороший хлопець (фільм, 1971)
«Хороший хлопець» (рос. «Мировой парень») — білоруський радянський художній фільм 1971 року режисера Юрія Дубровіна.

## Сюжет
Інженер Віктор Логінов як технічний представник Мінського автозаводу приїжджає в одну з країн Сходу. Герой дізнається про раптову хворобу гонщика і вирішує взяти участь в міжнародному авторалі…

## У ролях
- Микола Олялін
- Любов Румянцева
- Яніс Грантіньш
- Харій Лієпіньш
- Рейно Арен
- Олександр Смирнов
- Гурген Тонунц
- Валентина Сперантова
- Мухтар Манієв
- Володимир Куляшов
- Микола Єременко

## Творча група
- Сценарій: Тихон Непомнящий
- Режисер: Юрій Дубровін
- Оператор: Віталій Ніколаєв
- Композитор: Веніамін Баснер